# Prunus cornifolia
Prunus cornifolia är en rosväxtart som beskrevs av Emil Bernhard Koehne. Prunus cornifolia ingår i släktet prunusar, och familjen rosväxter. Inga underarter finns listade i Catalogue of Life.